# Sacey
Sacey település Franciaországban, Manche megyében. Lakosainak száma 512 fő (2022. január 1.). Sacey Aucey-la-Plaine, Sougéal, Val-Couesnon, Saint-James és Pontorson községekkel határos.

## Népesség
A település népessége az elmúlt években az alábbi módon változott:
| Lakosok száma | 648  | 506  | 500  | 509  | 543  | 524  | 516  | 516  | 516  | 512  |
|               | 1968 | 1982 | 1990 | 2006 | 2013 | 2015 | 2017 | 2019 | 2020 | 2022 |